# Dimorphochloa rigida
Dimorphochloa es un género monotípico de plantas herbáceas pertenecient3e a la familia de las poáceas. Su única especie: Dimorphochloa rigida S.T.Blake, es originaria de Australia.
Algunos autores lo consideran un sinónimo del género Cleistochloa C.E.Hubb.